# Jingshan-Park

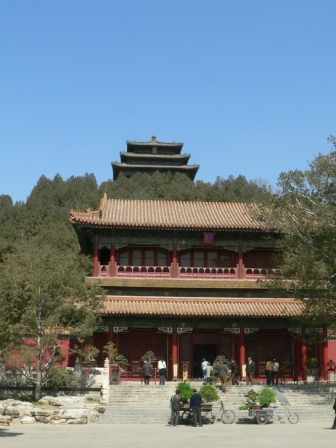
Tor im Jingshan-Park

Der Jingshan-Park (chinesisch 景山 公园, Pinyin Jǐngshān Gōngyuán) ist ein öffentlicher Park unmittelbar nördlich von Pekings Verbotener Stadt in der Volksrepublik China. Der Park war lange Zeit Teil der 1420 errichteten Verbotenen Stadt. Erst 1928 wurde der zuvor private kaiserliche Garten der Öffentlichkeit zugänglich gemacht. Zentrum des etwa 230.000 Quadratmeter großen Parks bildet ein künstlich aufgeschütteter Aussichtshügel. Der Aussichtshügel wird auch als „Kohlehügel“ (Meishan) bezeichnet.

## Geschichte
Die Ursprünge des Parks gehen fast tausend Jahre bis auf die Zeit der Liao- und Jin-Dynastien zurück. Von 1271 bis 1911 diente der Park als Garten für die chinesischen Kaiser der Yuan-, Ming- und Qing-Dynastie. Als Kaiser Yongle von 1406 bis 1420 die Verbotene Stadt errichten ließ, wurde der Jingshan-Park ein Teil dieser. Der zentrale Hügel des Parks wurde 1421 beim Ausgraben der Wassergräben um die Verbotene Stadt aufgeschüttet. Er ist 45,7 Meter hoch. Der letzte Kaiser der Ming-Dynastie, Chongzhen, beging 1644 Selbstmord im Park, nachdem Rebellen unter der Führung von Li Zicheng Peking eingenommen hatten. Chongzhen erhängte sich am Baum Zuihuai (deutsch etwa „Schuld tragender Schnurbaum“), der dadurch zu einem nationalen Symbol wurde.
Der Park ist im Süden durch einen Wassergraben von der Verbotenen Stadt abgetrennt, von wo aus er über eine Brücke vom „Tor der Göttlichen Begabung“ (Shénwǔmén) erreicht werden konnte. Als er 1928 für die Öffentlichkeit geöffnet wurde, errichtete man zwischen dem Park und dem Wassergraben eine Straße, von der aus seitdem das Haupttor des Parks zugänglich ist. Weitere Zugänge hat der Park im Osten, Westen und Norden, wobei das Tor im Norden für den Durchgang gesperrt ist.
Bis 1949 wurde ein Großteil des Parks renoviert. Gebäude wurden saniert und die Wege des Parks hergerichtet.

## Bauwerke
Nahe dem Südtor befindet sich der Qiwang-Pavillon, welcher von grünen Zypressen umgeben ist. Dort verehrten die chinesischen Kaiser Konfuzius. Der Hügel im Park hat fünf Gipfel, auf welchen jeweils ein Pavillon steht. Diese wurden 1750 errichtet. Der Pavillon Wanchun Ting auf dem höchsten Hügel in der Mitte des Parks bietet einen guten Ausblick auf Peking und insbesondere die Verbotene Stadt. Im Norden des Parks steht die Shouhuang-Halle, wo die Kaiser und Kaiserinnen ihren Ahnen gedacht haben. Östlich davon befindet sich die Yongsi-Halle, in der die Überreste von vergangenen Kaisern liegen.

## Galerie

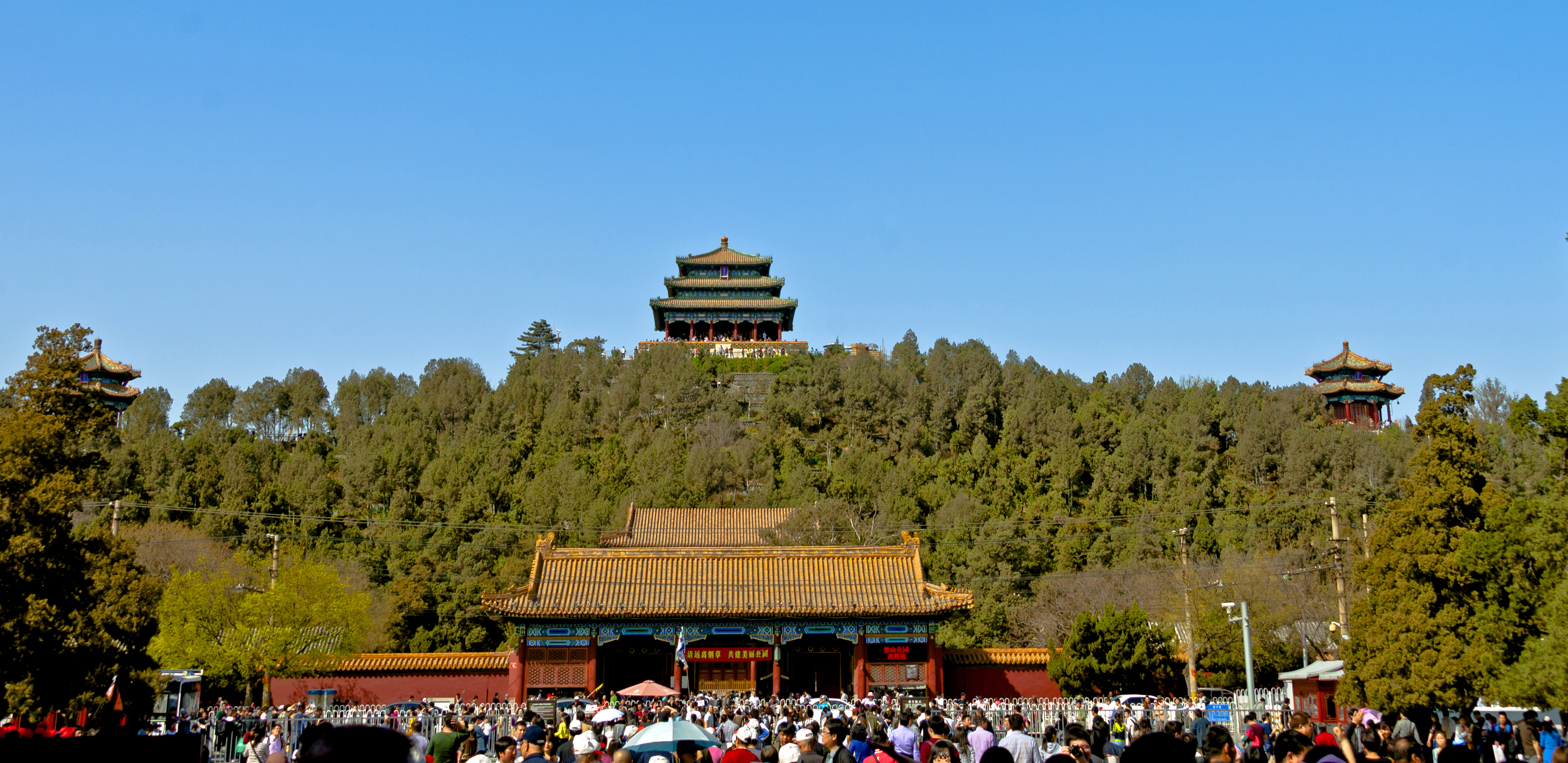
Jingshan-Park vom Nordtor der Verbotenen Stadt
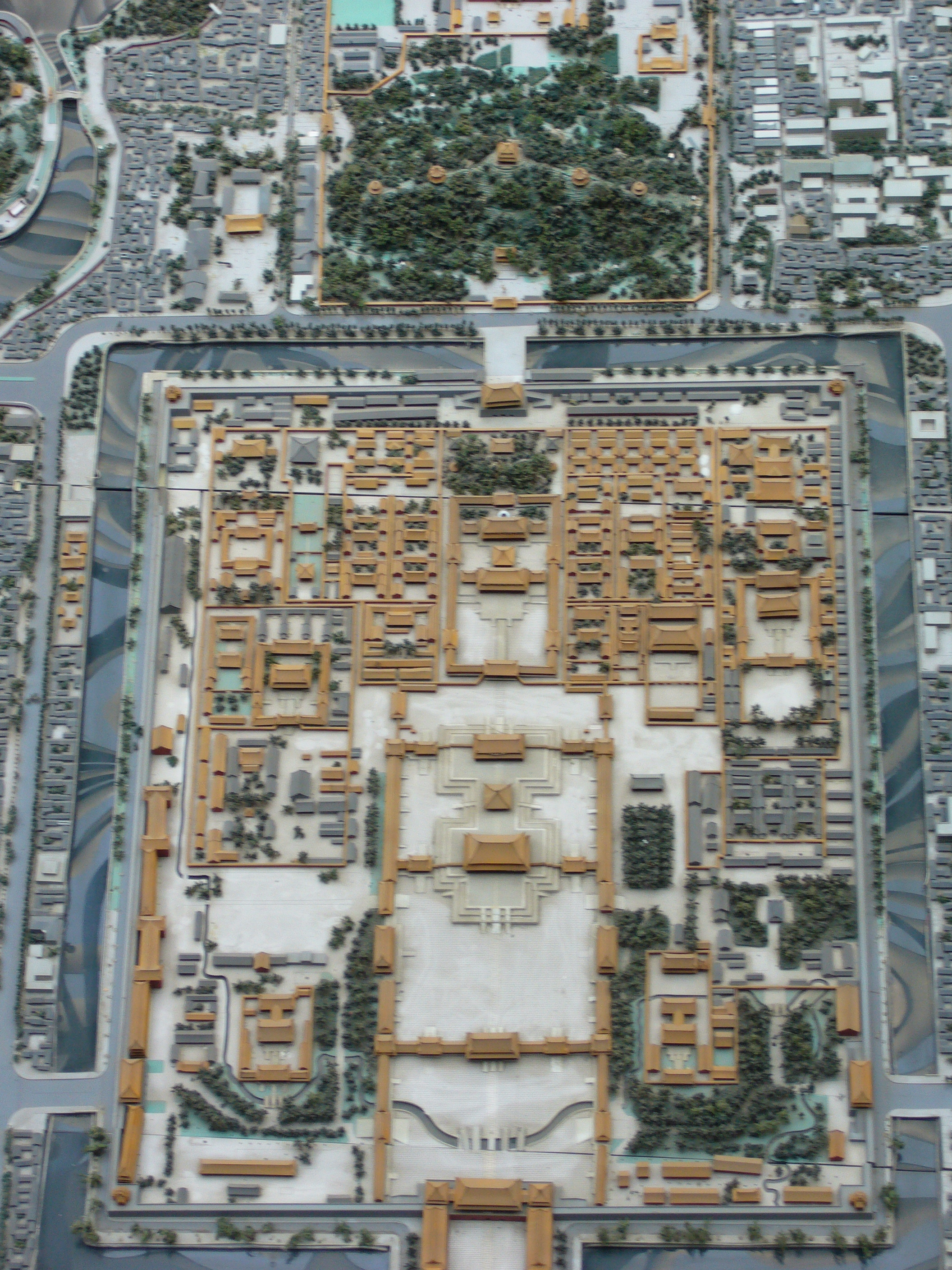
Modell der Verbotenen Stadt mit dem Jingshan-Park im Norden
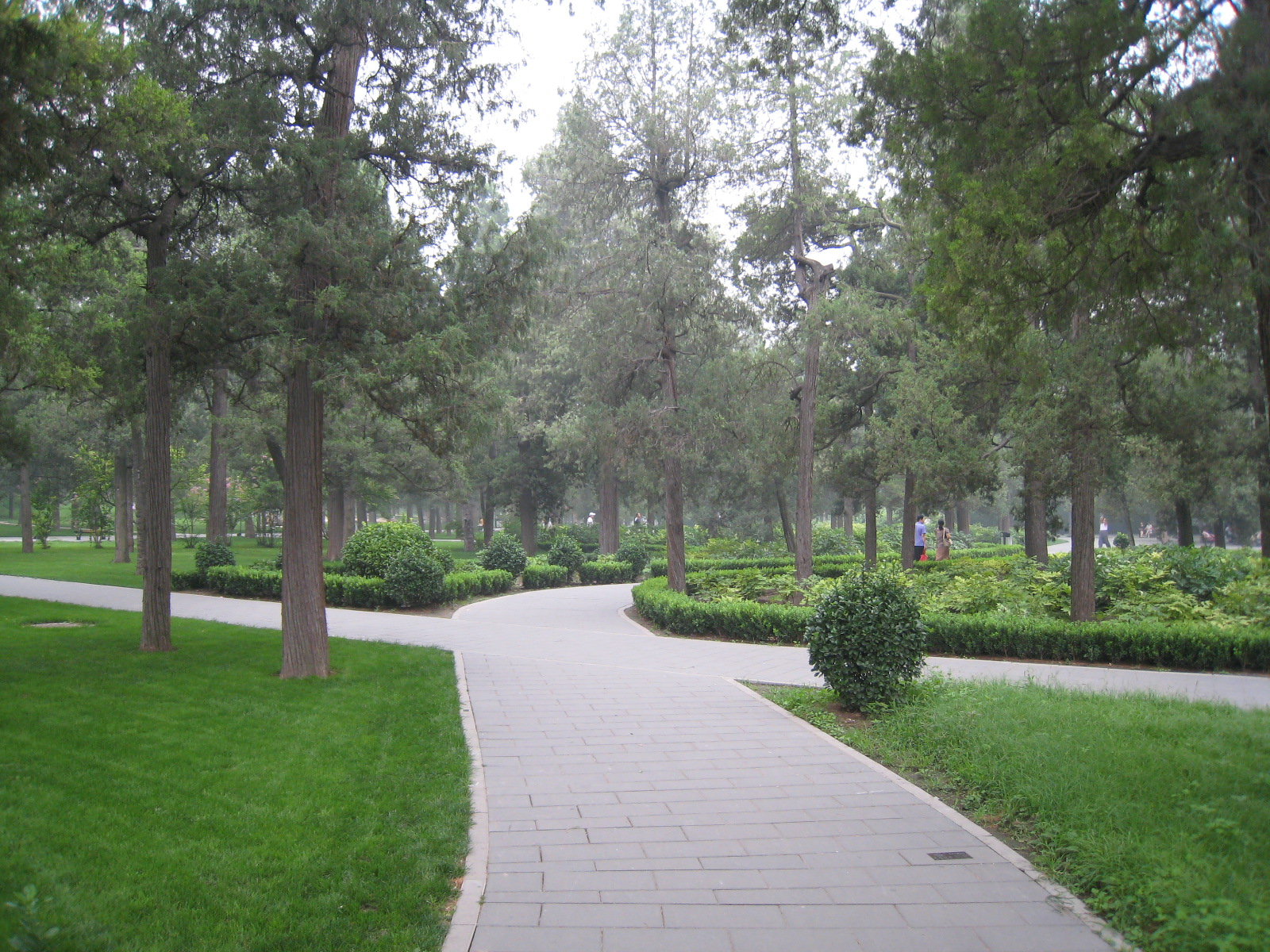
Grünanlagen des Jingshan-Parks
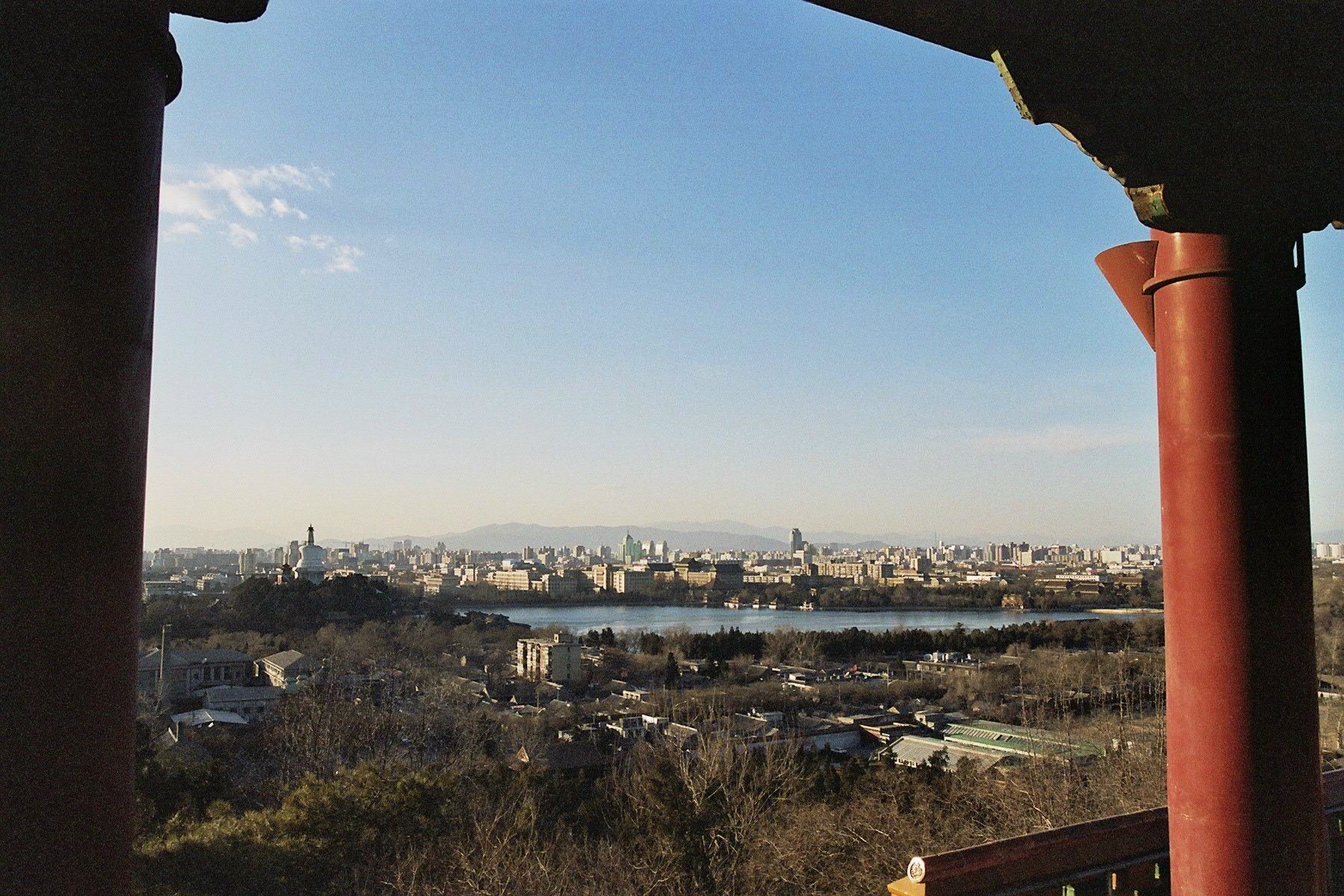
Aussicht vom Jingshan-Park